# Chiesa di San Crispino da Viterbo
(Papa Giovanni Paolo II nella visita pastorale alla parrocchia.)
La chiesa di San Crispino da Viterbo è un luogo di culto cattolico di Roma situato nella zona Labaro, appartenente al Municipio Roma XV; è sede dell'omonima parrocchia retta dal clero della diocesi di Roma.

## Storia
Il 1º ottobre 1973, con il decreto del cardinal vicario Ugo Poletti, venne eretta la parrocchia; inizialmente la comunità, sotto la guida del primo parroco, don Vincenzo Lauretti, si riuniva in un garage in via Mastro Gabriello 17/b. Nel 1985 cominciarono i lavori di costruzione dell'attuale chiesa, su progetto dell'architetto Aldo Ortolani; l'edificazione terminò nel 1987 e l'edificio venne consacrato il 14 gennaio 1990. Il territorio della parrocchia venne ridefinito entro nuovi confini dal cardinale vicario Camillo Ruini il 1º febbraio 1995. La comunità parrocchiale ha ricevuto la visita di papa Giovanni Paolo II domenica 28 marzo 1993 e la visita di papa Francesco domenica 3 marzo 2019.

## Descrizione

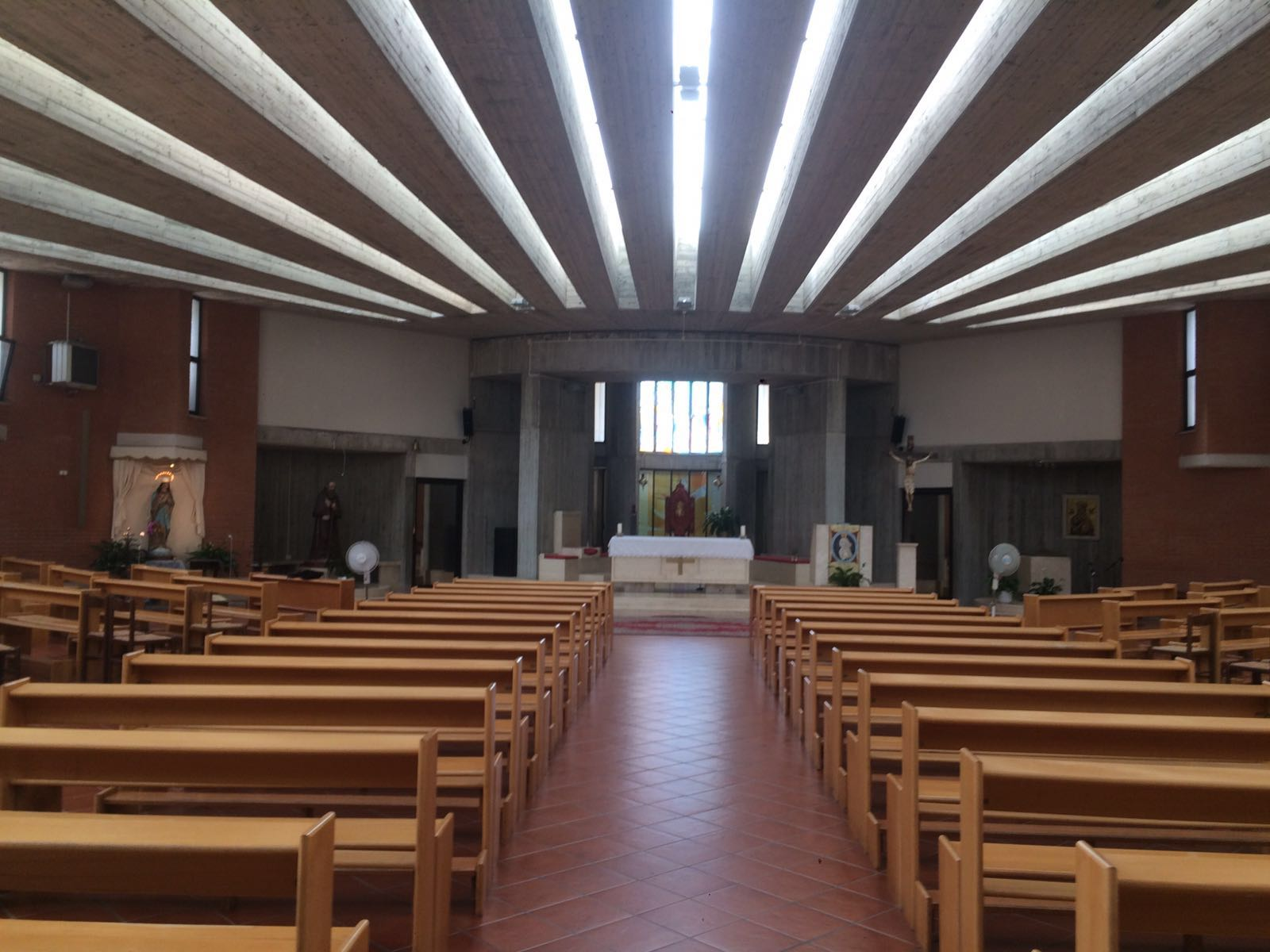
Interno

La chiesa di San Crispino è in stile moderno. La pianta richiama la forma della conchiglia del cammino di Santiago di Compostela; le vetrate che si aprono nel tetto formano come dei raggi che hanno origine nel tabernacolo, posto dietro l'altare. L'aula è formata da uno spazio semicircolare dove ci sono 74 banchi per 300 persone, e dall'area presbiterale. Quest'ultima è rialzata di alcuni gradini rispetto al piano dell'assemblea ed è costituita da arredi marmorei, quali l'altare maggiore, l'ambone (con accanto il crocifisso ligneo) e la sede posta a sinistra; il tabernacolo, sul quale è scolpita la Santissima Trinità, è in legno ed è posto in un ambiente circolare, alle cui spalle si sviluppa la cappella feriale e al di sopra del quale si eleva esternamente il campanile.

## Galleria d'immagini

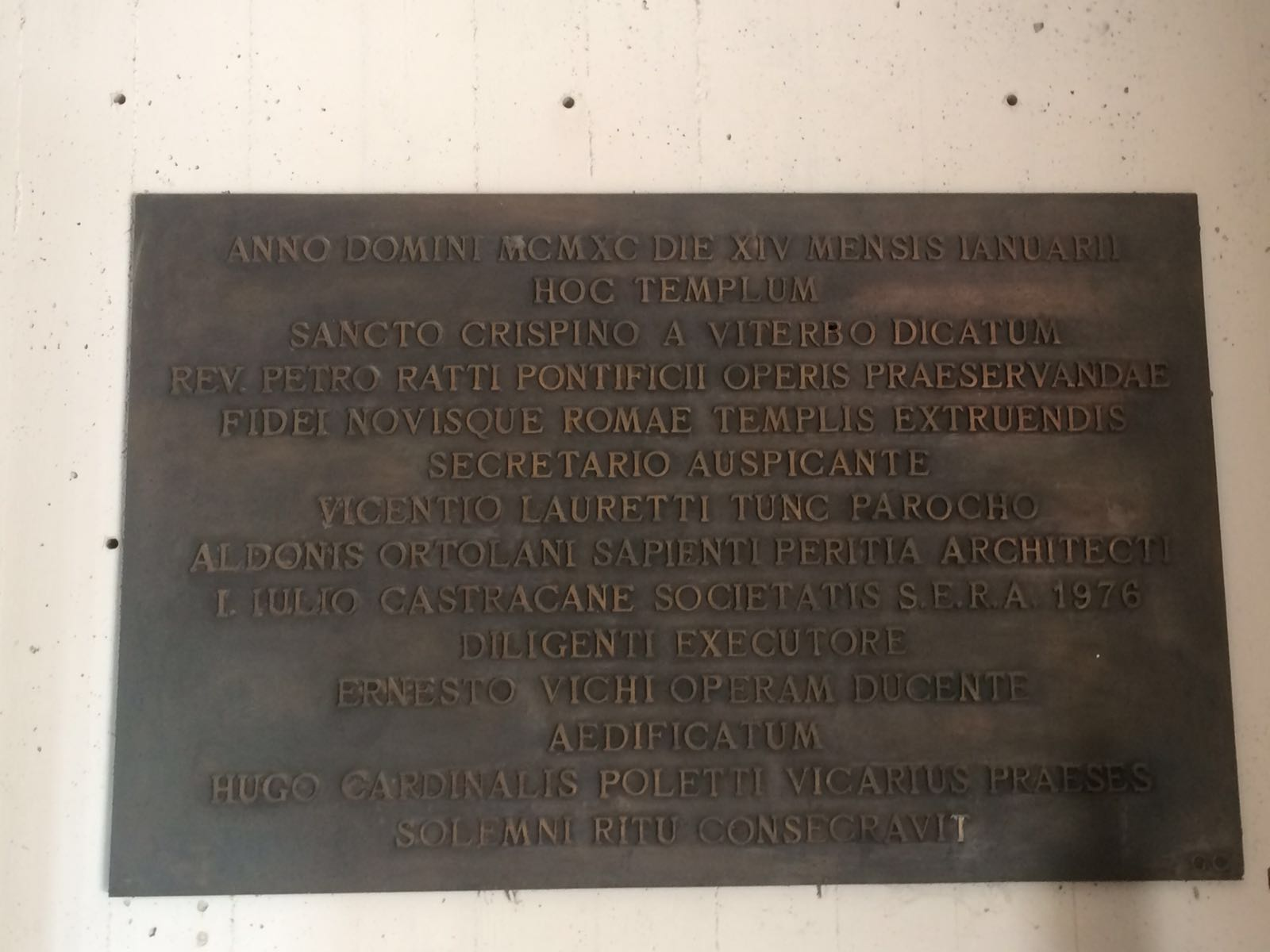
Lapide della dedicazione
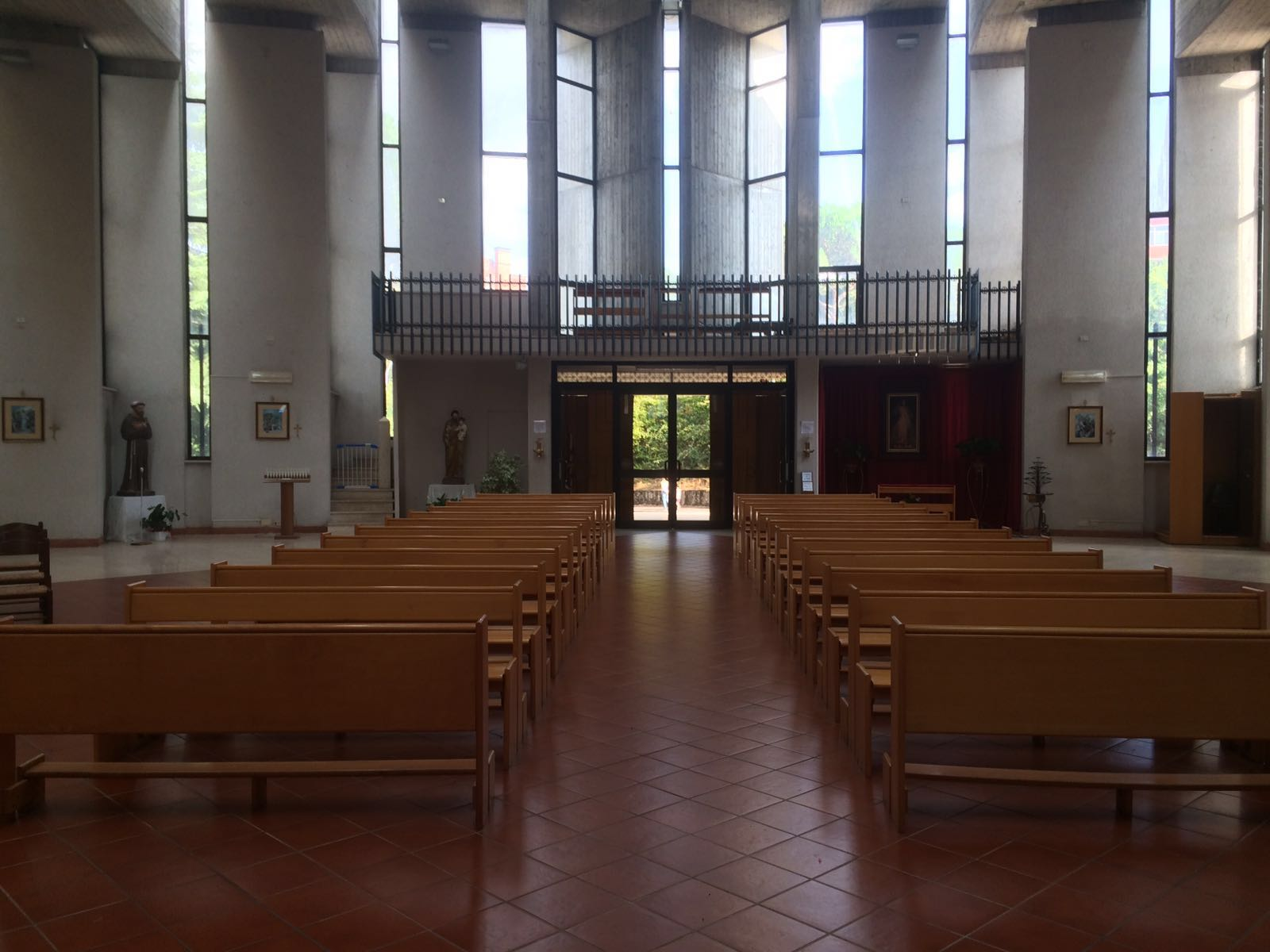
Interno verso l'ingresso
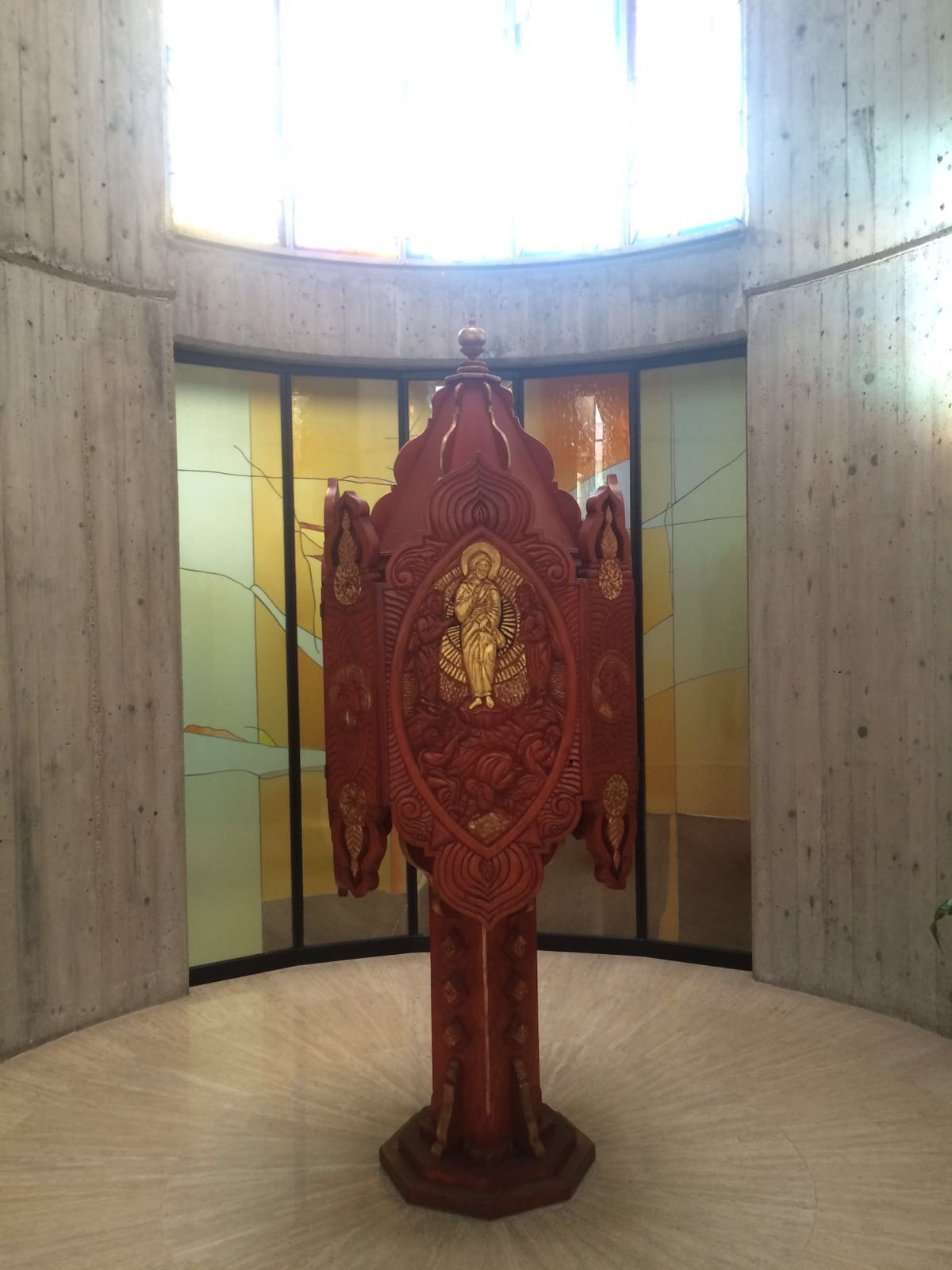
Tabernacolo